# Vale heidedikkopmot
De vale heidedikkopmot (Scythris ericetella) is een vlinder uit de familie dikkopmotten (Scythrididae). De wetenschappelijke naam is voor het eerst geldig gepubliceerd in 1872 door Heinemann.
De soort komt voor in Europa.